# Alchemilla corcontica
Alchemilla corcontica är en rosväxtart som beskrevs av A. Plocek. Alchemilla corcontica ingår i släktet daggkåpor, och familjen rosväxter. Inga underarter finns listade i Catalogue of Life.